# De Havilland Canada DHC-1 Chipmunk

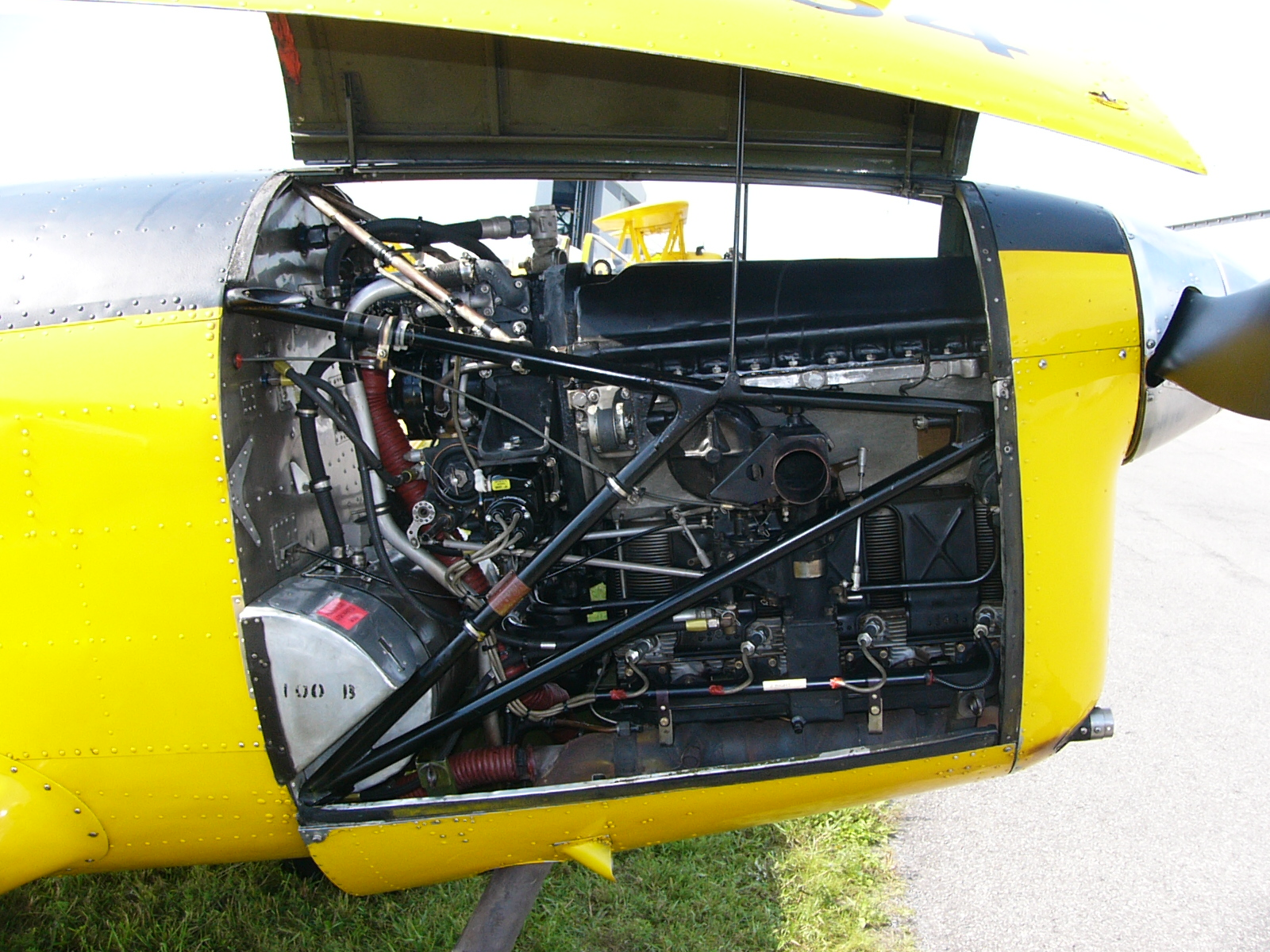
De Havilland Chipmunk met Gipsy Major omgekeerde lijnmotor. Goed is te zien dat de cilinderkoppen zich onderaan de motor bevinden

De De Havilland Canada DHC-1 Chipmunk  is een Canadees eenmotorig laagdekker trainingsvliegtuig met 2 zitplaatsen in tandem (achter elkaar). Het toestel heeft een traditioneel staartwiel landingsgestel. De eerste vlucht van de Chipmunk was op 22 mei 1946. Totaal zijn er door De Havilland Canada en haar samenwerkingspartners in Engeland en Portugal 1284 stuks gebouwd.

## Ontwerp en historie
De DHC-1 Chipmunk is een tweepersoons trainingstoestel dat gebouwd werd direct na de Tweede Wereldoorlog als vervanging van de Tiger Moth. De luchtmachten van Canada, Engeland en Portugal hebben grote aantallen Chipmunks in dienst gehad voor de basisvliegopleiding. Daarnaast is het vliegtuig wereldwijd gebruikt op vele civiele en militaire vliegscholen. Vele uitgefaseerde militaire toestellen zijn verkocht aan privévliegers. Het toestel is ook geschikt voor aerobatics. 
De Chipmunk is een ontwerp van de Poolse vliegtuigontwerper Wsiewołod Jakimiuk. Het toestel met vrijdragende vleugels is geheel gemaakt van metaal, met een gedeeltelijke doekbespanning over de vleugels en besturingsvlakken. Het toestel heeft een vast landingsgestel in een staartwielconfiguratie. De Chipmunk wordt voortgedreven door een De Havilland Gipsy Major viercilinder omgekeerde lijnmotor van 145 pk. Vele Chipmunks zijn later gehermotoriseerd met een sterkere viercilinder Lycoming O-360 boxermotor van 180 pk. De instructeur zit normaal gesproken op de achterste zitplaats en de leerling (of passagier) op de voorste. Over de cockpit zit een naar achteren schuifbare kap.
Er zijn in de loop der tijd diverse Chipmunks omgebouwd naar sproeivliegtuig of sleepvliegtuig. Speciaal voor het kunstvliegen (aerobatics) werd de Super Chipmunk eenzitter ontwikkeld, met een krachtige 260 pk zescilinder Lycoming motor. De laatste Chipmunks in militaire dienst zijn in 1996 bij de RAF uit dienst gegaan. Maar over de gehele wereld zijn nog steeds Chipmunks actief bij vliegclubs en privévliegers.  

## Vergelijkbare vliegtuigen
- Fokker S.11
- Saab 91 Safir